# Múscul recte inferior de l'ull
El múscul recte inferior de l'ull (musculus rectus inferior bulbi) es troba a la regió inferior de l'òrbita ocular i és un de sis músculs que controlen el moviment del globus ocular. La contracció del recte inferior produeix diversos moviments de l'ull: el gira cap avall i assisteix en el moviment cap al centre i el que l'allunya de la línia mitjana.
El múscul recte inferior neix amb la resta dels músculs rectes de l'ull, al vèrtex de l'òrbita ocular per mitjà d'un tendó comú, l'anell de Zinn. Després de separar-se de la resta dels músculs rectes, el recte inferior segueix de darrere cap a davant per sota del nervi òptic, del qual està separat pel teixit adipós de l'òrbita. Les fibres inferiors del múscul tenen relació amb el terra de l'òrbita i les fibres del múscul oblic menor. Al final del seu recorregut, el múscul recte inferior acaba en un tendó aplanat que s'insereix en l'escleròtica, una mica per sota de la circumferència de la còrnia.
La innervació del recte inferior ve donat pel III nervi cranial, anomenat nervi oculomotor. El recte inferior de l'ull és un de diversos músculs de l'ull innervat pel nervi cranial III. L'única artèria que dona irrigació sanguínia a l'òrbita és l'artèria oftàlmica, que és una branca de la caròtide interna.

## Imatges
- Moviment ocular del múscul recte extern de l'ull, vista superior
- Moviment ocular del múscul recte intern de l'ull, vista superior
- Moviment ocular del múscul recte inferior de l'ull, vista superior
- Moviment ocular del múscul recte superior de l'ull, vista superior
- Moviment ocular del múscul oblic superior de l'ull, vista superior
- Moviment ocular del múscul oblic inferior de l'ull, vista superior
- Vista anterior del globus ocular amb els diferents músculs rectes.

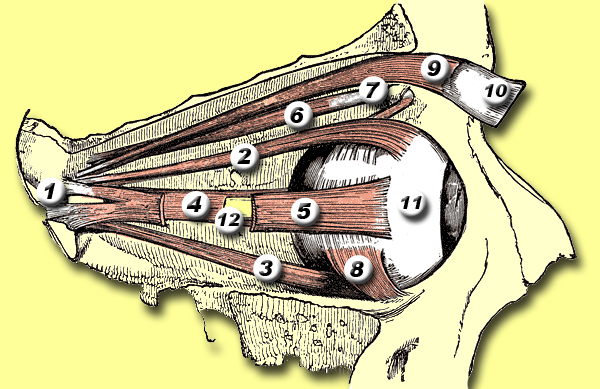
Vista lateral del globus ocular i els seus músculs, incloent el recte inferior (número 3).
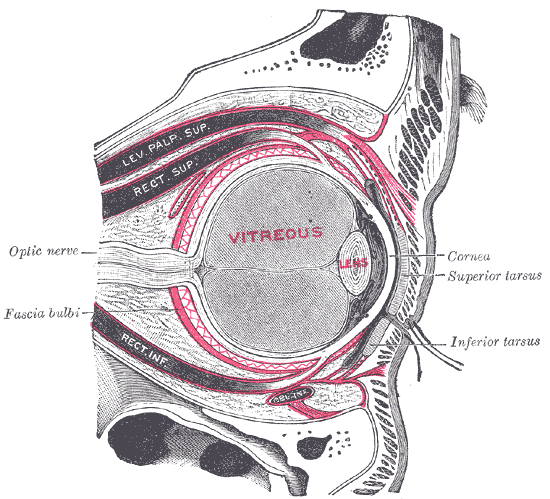
Secció sagital mostrant la terminació del recte inferior.
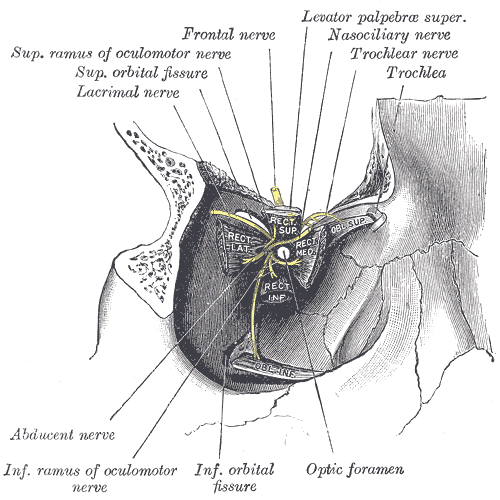
Dissecció mostrant els músculs oculars, incloent el recte inferior.